# Adtranz
Az ABB Daimler Benz Transportation DaimlerChrysler Rail Systems vagy rövidebb formában az Adtranz egy vasúti-járműgyár volt Németországban. A Bombardier Transport vásárolta fel 1999-ben. Fővonali mozdonyokat, nagysebességű motorvonatokat, regionális vonatokat, villamosokat, metrókocsikat, földalatti vonatokat és tehervagonokat gyártott.

## Járművek
Az Adtranz az alábbi járműveket gyártotta vagy vett részt a gyártásukban (a lista nem teljes):

### Mozdonyok
- Blue Tiger
- DB 101 sorozat
- DB 145 sorozat és DB 146 sorozat
- FS E464 sorozat
- NSB El 18 sorozat
- Rhaetian Railway Ge 4/4 III

### Motorvonatok és villamosok
- British Rail 168 sorozat
- British Rail 170 sorozat
- British Rail 171 sorozat
- British Rail 357 sorozat
- British Rail 375 sorozat
- Electrostar
- GMB 71 sorozat
- MTR Adtranz-CAF EMU
- NSB 70 sorozat
- NSB 73 sorozat
- RegioSwinger
- SJ X2 sorozat
- Turbostar
- Variotram

### Vasúti személykocsik
- MÁV Bhv